# Weidenbach (Bawaria)
Weidenbach – gmina targowa w Niemczech, w kraju związkowym Bawaria, w rejencji Środkowa Frankonia, w regionie Westmittelfranken, w powiecie Ansbach, siedziba wspólnoty administracyjnej Triesdorf. Leży około 13 km na południowy wschód od Ansbachu, przy drodze B13 i linii kolejowej Monachium - Würzburg.

## Dzielnice
W skład gminy wchodzą następujące dzielnice: 
- Esbach
- Irrebach
- Kolmschneidbach
- Leidendorf
- Nehdorf
- Rosenhof
- Triesdorf
- Weidenbach
- Weiherschneidbach